# Клабучишта (Грчка)
Клабучишта (грч. Πολυπλάτανο, Полиплатано) је насеље у Грчкој у општини Лерин, периферија Западна Македонија. Према попису из 2021. било је 207 становника.
На попису из 1991. године Клабучишта су имала 369 становника, од чега су Словени чинили већину а остали су потомци досељених грчких избеглица.

## Становништво
| Година       | 1951 | 1961 | 1971 | 1981 | 1991 | 2001 | 2011 |
| ------------ | ---- | ---- | ---- | ---- | ---- | ---- | ---- |
| Становништво | 932  | 755  | 477  | 573  | 369  | 389  | 257  |